# Heart of Stone
Heart of Stone (en español: Corazón de piedra) es el vigésimo álbum de estudio de la cantante y actriz Cher, publicado el 19 de junio de 1989 por la compañía discográfica Geffen Records. El 10 de agosto de 1998, el álbum fue certificado con tres discos de platino por parte de la RIAA.Tuvo ventas mundiales por más de 4 millones de copias.

## Información del álbum
Heart of Stone es el segundo álbum de estudio lanzado por Cher a través de la compañía Geffen Records y fue publicado a mediados de 1989. Al igual que el álbum anterior Cher, este fue producido por personal de la talla de Peter Asher, Jon Bon Jovi, Diane Warren, Guy Roche, Desmond Child y Michael Bolton, siendo así uno de los trabajos discográficos más exitosos de Cher en toda su carrera.  
El álbum fue grabado a finales de 1988 y a comienzos de 1989, en ese entonces Cher aún mantenía una relación sentimental con su novio Rob Camilletti, a quien le dedicó todo el álbum. La cubierta original del disco mostraba una pintura en la que Cher estaba sentada frente a un gran corazón de piedra, creando la ilusión de un cráneo visto de lado, debido a su excentricidad, la cubierta del álbum fue cambiada poco después de su lanzamiento.
Heart of Stone se convirtió en un éxito de ventas, llegando a la posición #7 del UK Singles Chart de Reino Unido y la posición #10 del Billboard 200 de Estados Unidos.
Cher grabó dos canciones más para el álbum pero al final no fueron incluidas, estas se llamaron "Don't Come Cryin' to Me" y "Some Guys". Estas canciones fueron reeditadas en 1999 y lanzadas en la compilación If I Could Turn Back Time: Cher's Greatest Hits, más sin embargo, también fueron retiradas antes del lanzamiento. Las canciones "Heart of Stone" e "If I Could Turn Back Time" fueron ligeramente reeditadas para esta compilación.
Entre 1989 y 1990, Cher salió de gira para promocionar el álbum, que se llamó Heart of Stone Tour, allí interpretó todos los sencillos incluyendo "Heart of Stone", "Just Like Jesse James", "If I Could Turn Back Time" y "After All", esta última canción es a dúo con el bajista Peter Cetera y fue el tema central de la película Chances Are.

## Lista de canciones
| N.º | Título                                      | Escritor(es)                                              | Duración |  |
| 1.  | «If I Could Turn Back Time»                 | Diane Warren                                              | 4:16     |  |
| 2.  | «Just Like Jesse James»                     | Desmond Child, Diane Warren                               | 4:06     |  |
| 3.  | «You Wouldn't Know Love»                    | Michael Bolton, Diane Warren                              | 3:30     |  |
| 4.  | «Heart of Stone»                            | Andy Hill, Pete Sinfield                                  | 4:21     |  |
| 5.  | «Still in Love With You»                    | Michael Bolton, Bob Halligan Jr.                          | 3:08     |  |
| 6.  | «Love on a Rooftop»                         | Desmond Child, Diane Warren                               | 4:22     |  |
| 7.  | «Emotional Fire»                            | Desmond Child, Diane Warren, Michael Bolton               | 3:53     |  |
| 8.  | «All Because of You»                        | Jon Lind, Sue Schifrin                                    | 3:30     |  |
| 9.  | «Does Anybody Really Fall in Love Anymore?» | Jon Bon Jovi, Richie Sambora, Desmond Child, Diane Warren | 4:12     |  |
| 10. | «Starting Over»                             | Michael Bolton, Jonathan Cain                             | 4:09     |  |
| 11. | «Kiss to Kiss»                              | Lind, Mary D'astugues, Phil Galdston                      | 4:23     |  |
| 12. | «After All» (con Peter Cetera)              | Tom Snow, Dean Pitchford                                  | 4:07     |  |

## Listas
| Lista (1989–90)                         | Alta posición |
| --------------------------------------- | ------------- |
| Australia (ARIA)                        | 1             |
| Austria (Ö3 Austria)                    | 15            |
| Canadá Canadian Albums (The Record)     | 10            |
| Canadá Canadian Albums (RPM)            | 17            |
| Países Bajos (Album Top 100)            | 67            |
| Unión Europea European Albums (Top 100) | 18            |
| Alemania (Offizielle Top 100)           | 19            |
| Islandia (Íslenski Listinn Topp 10)     | 10            |
| Nueva Zelanda (Recorded Music NZ)       | 7             |
| Quebec (ADISQ)                          | 21            |
| Suecia (Sverigetopplistan)              | 19            |
| Reino Unido (UK Albums Chart)           | 7             |
| Estados Unidos (Billboard 200)          | 10            |

| Lista (1989)                 | Posición |
| ---------------------------- | -------- |
| Australia (ARIA)             | 32       |
| Canadá (RPM)                 | 68       |
| Estados Unidos Billboard 200 | 80       |

| Lista (1990)                         | Posición |
| ------------------------------------ | -------- |
| Australia (ARIA)                     | 40       |
| Canadá (RPM)                         | 78       |
| Unión EuropeaEuropean Top 100 Albums | 58       |
| Nueva Zelanda (RMNZ)                 | 35       |
| Reino Unido (OCC)                    | 31       |
| Estados Unidos Billboard 200         | 43       |

| Lista            | Posición |
| ---------------- | -------- |
| Australia (ARIA) | 406      |

## Créditos

### Personal
- Voz principal: Cher
- Voz principal: Luis Merlino
- Voz principal: Peter Cetera
- Voz secundaria: Michael Bolton
- Voz secundaria: Desmond Child
- Voz secundaria: Patricia Darcy
- Voz secundaria: Diane Warren

### Producción
- Productor: Michael Bolton
- Productor: Desmond Child
- Productor: Jon Lind
- Ingeniero: Sir Arthur Payson
- Ingeniero: Frank Wolf